# Artropatia emofilica
L'artropatia emofilica è una complicanza dell'emofilia. Il paziente emofilico è costantemente soggetto all'instaurarsi di emartri spontanei, ovvero di emorragie nel contesto delle cavità articolari.
Gli emartri nell'emofilico sono favoriti da una serie di fattori interni e di fattori esterni che comprendono:
- deficit dei fattori della coagulazione, che determina appunto l'emofilia
- una carenza di tromboplastina, altro fattore coagulante, nel tessuto sinoviale
- un aumento dell'attività fibrinolitica della sinovia; l'effetto che ne deriva è opposto alla coagulazione, ovvero il sangue diventa più fluido
- la superficialità dei capillari sinoviali
- l'assenza di una membrana basale

## Eziopatogenesi
L'effetto iniziale del sanguinamento interessa la cartilagine articolare che viene danneggiata dai radicali liberi che sono rilasciati dai monociti grazie alla presenza di ferro. Il ferro peraltro modifica i condrociti trasformandoli in siderosomi (cellule ricche di ferro) condrocitari, con picnosi nucleare. La cartilagine risulta letteralmente digerita.
Successivamente l'interessamento diventa sinoviale, dove l'emosiderina, prodotto di degradazione del ferro, induce l'attivazione della membrana che tenta di eliminarla coi suoi macrofagi, infiammandosi e danneggiando a sua volta la cartilagine. Inoltre ispessendosi per via dell'infiammazione, la sinovia diventa più ricca di vasi e quindi facile ad ulteriori emorragie, innescando quindi un circolo vizioso.
Sebbene nessuno dei due processi sia responsabile dell'avvio dell'altro, entrambi s'influenzano a vicenda, e il risultato ultimo è un danno all'articolazione, dove è manifesta un'importante fibrosi.
L'infiammazione della sinovia provoca una riduzione della sintesi dei glicosaminoglicani. L'esposizione al sangue della cartilagine provoca una riduzione della sintesi di proteoglicani. Queste due componenti sono fondamentali per il mantenimento della lubrificazione e della elasticità rispettivamente di membrana sinoviale e cartilagine articolare.

## Clinica
Alla lunga queste alterazioni determinano la sintomatologia di una comune artrite, con un interesse prevalente per le articolazioni di caviglia, ginocchio e gomito, dove i meccanismi di protezione da stress non sono efficienti. Quindi si hanno dolore e riduzione della funzione articolare.

## Trattamento
Il trattamento consiste in una sinoviectomia, ovvero un intervento di rimozione della sinovia. 
Le attuali metodiche oggi presenti sono:
- sinoviectomia chirurgica che può essere in artroscopia o a cielo aperto
- sinoviectomia radioattiva, che consiste nell'inserimento di una sostanza radioattiva che produce una regressione della membrana sinoviale, con formazione di tessuto sinoviale ex novo
- sinoviectomia chimica, ad esempio a base di rifampicina

Il trattamento qua sopra esposto tuttavia risulta poco efficace. Nessun trattamento porterà ad una articolazione nuova, inoltre la sinoviectomia non arresta il processo artropatico. 
S'impone quindi l'installazione di un'artroprotesi, che risolve la sintomatologia specialmente per quelle articolazione degne d'interesse nella normale attività della persona, come il ginocchio ad esempio.
| Controllo di autorità | Thesaurus BNCF 25750 |